# Franco Cucinotta
Franco Cucinotta (Novara di Sicilia, 1952. június 22. –) olasz labdarúgócsatár.

## Sikerei, díjai
FC Zürich
- Svájci bajnokság
  - gólkirály: 1976–77 (21 gól)[1]
- Bajnokcsapatok Európa-kupája (BEK)
  - gólkirály: 1976–77 (5 gól, Gerd Müllerrel holtversenyben)[2]

 Servette
- Svájci ligakupa
  - győztes: 1979–80

 FC Sion
- Svájci kupa
  - győztes: 1982